# Sinfonie KV 98 (Mozart)
Die Sinfonie F-Dur Köchelverzeichnis 98  wurde früher Wolfgang Amadeus Mozart zugeordnet, nach gegenwärtigem Kenntnisstand ist ihr Komponist jedoch unbekannt.

## Allgemeines
In Wien ist von einer unbekannten Person (möglicherweise Franz Lorenz) ein „Sistematisch-Thematisches Verzeichnis der sämtlichen Compositionen von Wolfgang Amadeus Mozart“ entstanden. Hier findet sich bei Köchelverzeichnis (KV) 98 die Bleistiftbemerkung: „1771 Mailand Nov.“
Ludwig von Köchel schreibt zur Berücksichtigung des Werkes im ersten Köchelverzeichnis von 1862: „Auf die Autorität von Al. Fuchs und Ludwig Gall, welche sie für echt hielten, nehme ich diese Symphonie auf, da sie außerdem die Instrumente, den Umfang und vielleicht auch den Gedankengehalt von ähnlichen Arbeiten um 1770 für sich hat.“
Theodore de Wyzewwa & Georges de Saint-Foix (1912) zweifeln nicht an der Echtheit des Werkes, glauben jedoch, dass Mozart es nur skizziert, nicht aber ganz ausgeschrieben habe.
Hermann Abert (1955) schreibt in einer Fußnote zu KV 98: „Die Sinfonie enthält manches, was mit dem bisher besprochenen Typus nicht stimmen will, wie die Unterdrückung des halben Seitenthemas und die neue Schlussgruppe bei der Reprise, den sentimentalen, mit seinem Seufzerreichtum an die Mannheimer gemahnenden Charakter der meisten Themen, der sich bis ins Menuett hinein erstreckt und die nach Mannheimer Art oft recht manierierte Dynamik. Der Beginn des Trios bringt sogar eine Stamitzsche Lieblingsphrase.“
Teilweise wurde KV 98 auch Joseph Haydn, Michael Haydn und Leopold Mozart zugeordnet. Neal Zaslaw (1989) meint nach einer umfassenden kritischen Betrachtung, dass KV 98 von einem unbekannten Autor stammen müsse.
Die Alte Mozart-Ausgabe (erschienen 1879–1882) führt 41 Sinfonien mit der Nummerierung von 1 bis 41. Weitere Werke wurden bis 1910 in Ergänzungsbänden veröffentlicht. Die darin enthaltenen Sinfonien sind manchmal mit den Nummern 42 bis 55 bezeichnet (KV 98 hat die Nummer 48), auch wenn es sich um frühere Werke als Mozarts letzte Sinfonie KV 551 von 1788 handelt, die nach der Alten Mozart-Ausgabe die Nummer 41 trägt.
In der dritten Auflage vom Köchelverzeichnis ist die Sinfonie unter „KV Anhang 223b“ geführt, in der sechsten Auflage als
„Anhang C 11.04“.

## Zur Musik
Besetzung:  zwei Oboen, zwei  Hörner in F, zwei Violinen, Viola, Cello, Kontrabass. In zeitgenössischen Orchestern war es zudem üblich, auch ohne gesonderte Notierung Fagott und Cembalo (sofern im Orchester vorhanden) zur Verstärkung der Bass-Stimme bzw. als Continuo einzusetzen.
Aufführungsdauer:  ca. 12–15 Minuten
Bei den hier benutzten Begriffen in Anlehnung an die Sonatensatzform ist zu berücksichtigen, dass dieses Schema in der ersten Hälfte des 19. Jahrhunderts entworfen wurde (siehe dort) und von daher nur mit Einschränkungen auf die Sinfonie KV 98 übertragen werden kann. Die Sätze 1, 2 und 4 entsprechen noch mehr der zweiteiligen Form, bei der der zweite Satzteil als modifizierter Durchlauf des ersten („Exposition“) angesehen wird. – Die hier vorgenommene Beschreibung und Gliederung der Sätze ist als Vorschlag zu verstehen. Je nach Standpunkt sind auch andere Abgrenzungen und Deutungen möglich.

### Erster Satz: Allegro
F-Dur, 4/4-Takt, 103 Takte

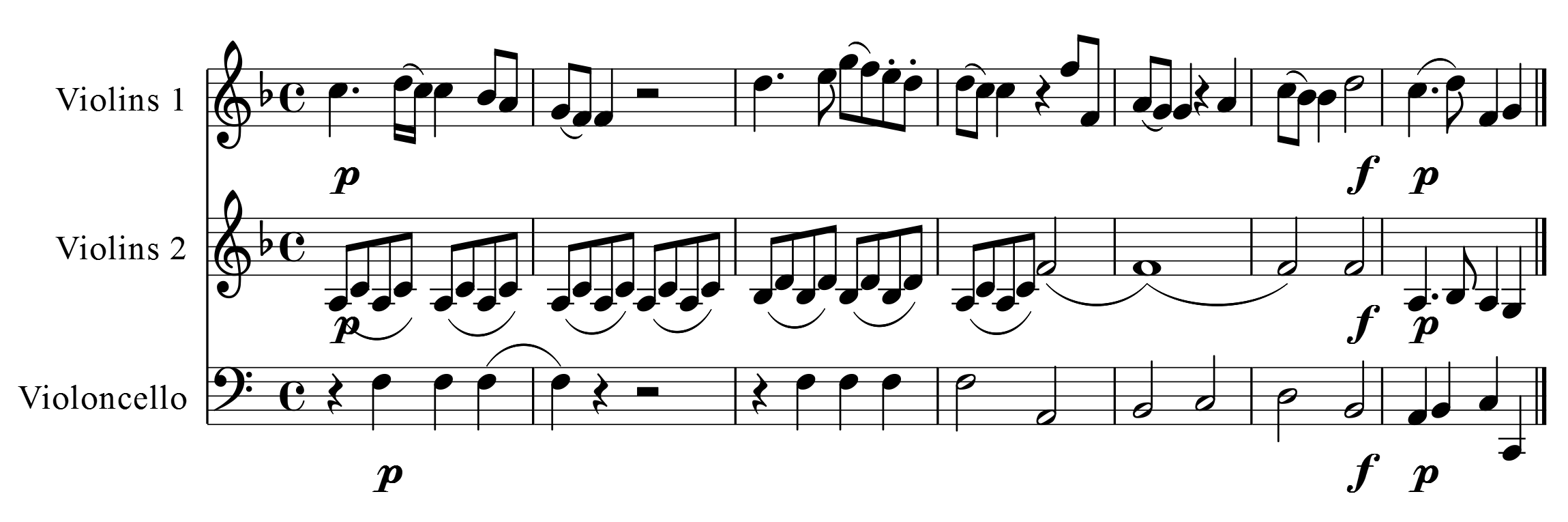
Beginn des Allegro

Das erste Thema beginnt – ungewöhnlich für eine Sinfonie dieser Zeit –  im Piano. Es ist symmetrisch aus jeweils vier Takten Vorder- und Nachsatz aufgebaut. Der Vordersatz wiederum besteht aus zwei zweitaktigen Motiven, die von der 1. Violine über pendelnder Achtelbegleitung vorgetragen werden. Der Nachsatz kontrastiert durch seine betonte Bassbewegung in halben Noten und durch die Triolen-Unisonofigur in Takt 8. Das Thema wird wiederholt (Takt 9–16) und geht dann in einen Abschnitt über, der durch seine Triolenfigur mit energischer Tonwiederholung und einen Lauf abwärts gekennzeichnet ist. Die Triolenfigur wird zunächst forte sequenziert und dann in der Dominante C-Dur weitergeführt. Das zweite Thema (Takt 29–37, C-Dur) ist viertaktig mit je zwei zweitaktigen, floskelhaften Motiven mit Stimmführung in der 1. Violine. Der vorher dominierende Triolenrhythmus wird nun von „normalern“ Achtelbewegung in der Begleitung abgelöst. Mit dem Triolenmotiv von Takt 16 ff. schließt die Schlussgruppe (Takt 37–44) die Exposition.
Der folgende Mittelteil mit Überleitungscharakter (Takt 45–56) besteht aus Triolenbewegung in den beiden Violinen ähnlich wie in Takt 16 ff., allerdings basierend auf gebrochenen Akkorden, die dialogisch zwischen Bass / Viola und den beiden Violinen auftreten. Dabei verändern sich die Harmonien: C-Dur, C-Dur mit Septime, F-Dur, D-Dur, g-Moll.
Die Reprise ab Takt 57 ist bis auf eine Erweiterung in der Schlussgruppe ähnlich der Exposition strukturiert. Beide Satzteile (Exposition sowie Mittelteil und Reprise) werden wiederholt.

### Zweiter Satz: Andante

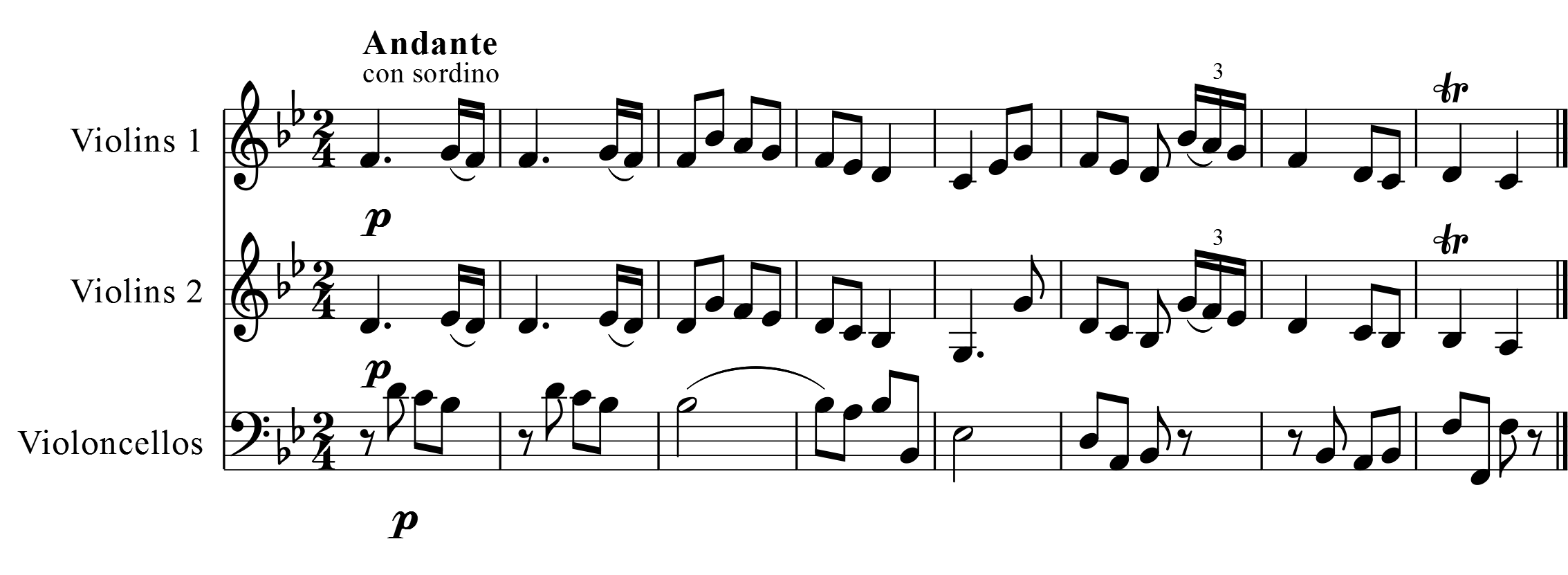
Beginn des Andante

B-Dur, 2/4-Takt, 80 Takte, Streicher mit Dämpfer
Der Satz steht überwiegend im Piano mit einzelnen Akzenten. Wie auch im vorigen Satz, ist das erste Thema achttaktig und aus je vier Takten Vorder- und Nachsatz aufgebaut. Für den Vordersatz ist die Melodieführung der Violinen in Terzen charakteristisch; der Nachsatz beginnt mit einer Betonung von c-Moll, wechselt dann aber rasch über B-Dur zur Dominante F-Dur. Das Thema wird nun mit Oboen, die die Violinstimme verdoppeln, wiederholt. Nach vier Takten mit Überleitungscharakter schließt sich ein weiteres Thema an, das ähnlich wie das vorige strukturiert ist (jedoch bereits bei der ersten Vorstellung mit stimmführender Oboe). Der Rhythmus der ersten Takte ist in beiden Themen identisch: Punktierte Viertel und zwei Sechzehntel. Auch das zweite Thema wird wiederholt. Damit schließt der erste Hauptabschnitt des Satzes in Takt 36.
Der zweite Hauptabschnitt beginnt als achttaktige Passage (wiederum teilbar in 2 × vier Takte), die jedoch kein Material des vorigen Abschnittes aufgreift, sondern neue Floskeln bringt und somit eher als weitere Überleitung aufzufassen ist (ähnlich im ersten Satz). Bereits in Takt 45 setzt dann wieder das erste Thema in der gewohnten Form ein. Wie im ersten Hauptabschnitt, wird es mit Oboen wiederholt (bis Takt 60). Das zweite Thema erscheint aber in einer abgewandelten Form mit Pendelbewegung im Nachsatz. Mit drei Takten Schlussfloskel endet der Satz. Beide Hauptabschnitte werden wiederholt.

### Dritter Satz: Menuetto
F-Dur, 3/4-Takt, mit Trio 44 Takte

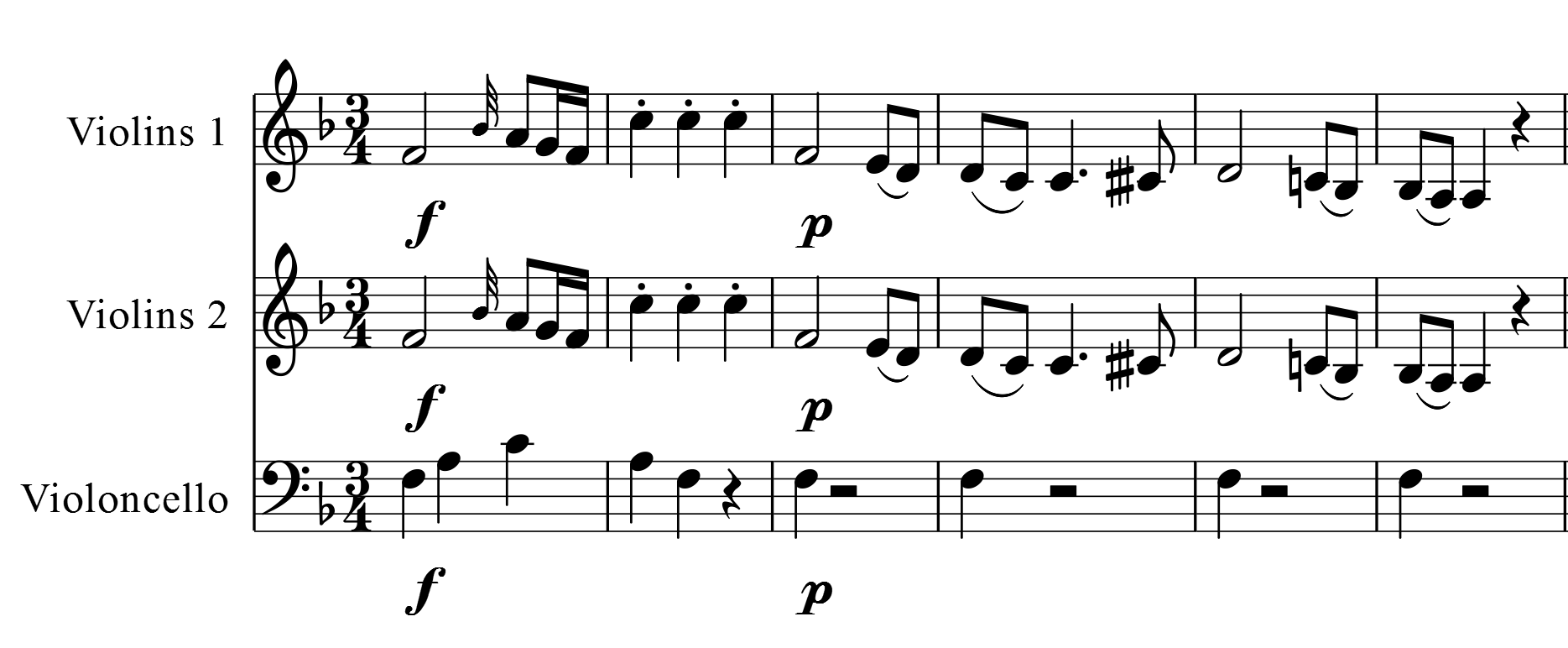
Beginn des Menuetts

Das Menuett beginnt mit kräftiger Dreiklangsmelodik im Forte und einer konventionellen Schlussformulierung für den ersten Teil. Stimmführend sind die beiden Oboen im Terzabstand sowie beide Violinen und die Viola. Der zweite Teil beginnt überraschenderweise in D-Dur und wird durch Synkopen aufgelockert. Über g-Moll und C-Dur erfolgt die rasche Rückmodulation zum Hauptthema in F-Dur.
Das Trio steht ebenfalls in F-Dur und greift die erste Floskel vom ersten Thema des Allegros wieder auf. Harmonisch wie strukturell bewegt es sich ansonsten in konventionellen Bahnen (einfache Tonika-Dominante-Melodik).
Der erste Teil des Menuetts hat zehn Takte, der zweite 18. Beim Trio ergibt sich ein Verhältnis von acht zu acht Takten.

### Vierter Satz: Presto
F-Dur, 2/4-Takt, 150 Takte

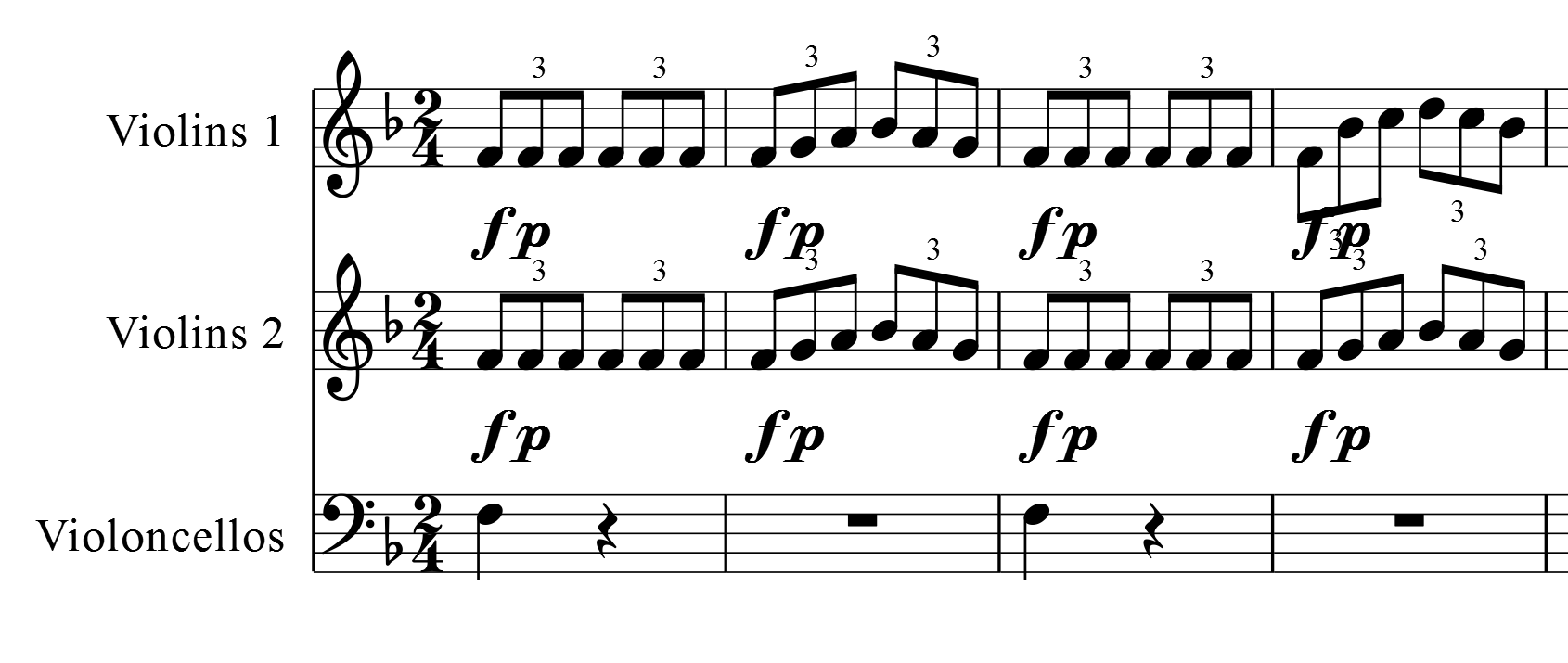
Beginn des Presto

Kennzeichnend für den gesamten Satz ist ähnlich zum Allegro die durchgehende Triolenbewegung in beiden Violinen, die durch Tonwiederholungen einen energischen Charakter bekommt. Bläser und Bass haben überwiegend begleitenden Charakter. Das erste Thema ist achttaktig mit je vier Takten Vorder- und Nachsatz und wird einmal wiederholt. Insbesondere hier ist die hämmernde Tonrepetition im Piano (nur die erste Taktzeit ist alle zwei Takte betont) auffällig, da die Begleitung erst bei Beginn des nächsten Abschnittes (ab Takt 17) etwas üppiger ausfällt. Dieser Abschnitt ist aus mehreren meist zweitaktigen Motiven aufgebaut, die jeweils wiederholt werden. Auch im viertaktigen zweiten Thema (Takt 37–44) ist die Triolenbewegung mit Tonrepetition charakteristisch. Es steht in der Dominante C-Dur, wird im Piano vorgetragen und wiederholt. Es folgt eine sechstaktige Passage im Forte, die ebenfalls wiederholt wird und nach einem Unisono-Triolenlauf auf B endet, das harmonisch als Septime des dominantischen C-Dur-Akkordes wirkt.
Nach der Generalpause in Takt 60 setzt zu Beginn des zweiten Satzteils ein neuer Abschnitt ein, bei dem ein viertaktiges Motiv mit Tonrepetition und Triolenläufen auf den Starttönen A, G und C einsetzt und dabei jeweils wiederholt wird. Sechs weitere Takte mit Unisono-Läufen und etwas Chromatik leiten zur Reprise über. Diese (Takt 91 ff.) ist ähnlich wie die Exposition aufgebaut. Im Überleitungsteil ist nun aber die Motivik verändert (dominante Tonwiederholung von C). Der Satz endet mit einem Triolen-Unisonolauf und Schlussakkorden. Beide Satzteile werden wiederholt.